# Педра-да-Гале
Пе́дра-да-Га́ле (скеля Гале; порт. Pedra da Galé) — маленький острівець у складі Сан-Томе і Принсіпі. Адміністративно належить до округу Паге.
Острів розташований за 3,7 км на північний захід від берегів острова Принсіпі. Має видовжену з північного заходу на південний схід форму. Скелястий, незаселений. Довжина становить 180 м, ширина — від 48 м на півночі до 28 м на півдні.